# 8858 Cornus
8858 Cornus è un asteroide della fascia principale. Scoperto nel 1991, presenta un'orbita caratterizzata da un semiasse maggiore pari a 2,3938234 UA e da un'eccentricità di 0,1887454, inclinata di 2,19517° rispetto all'eclittica.